# 維奧納

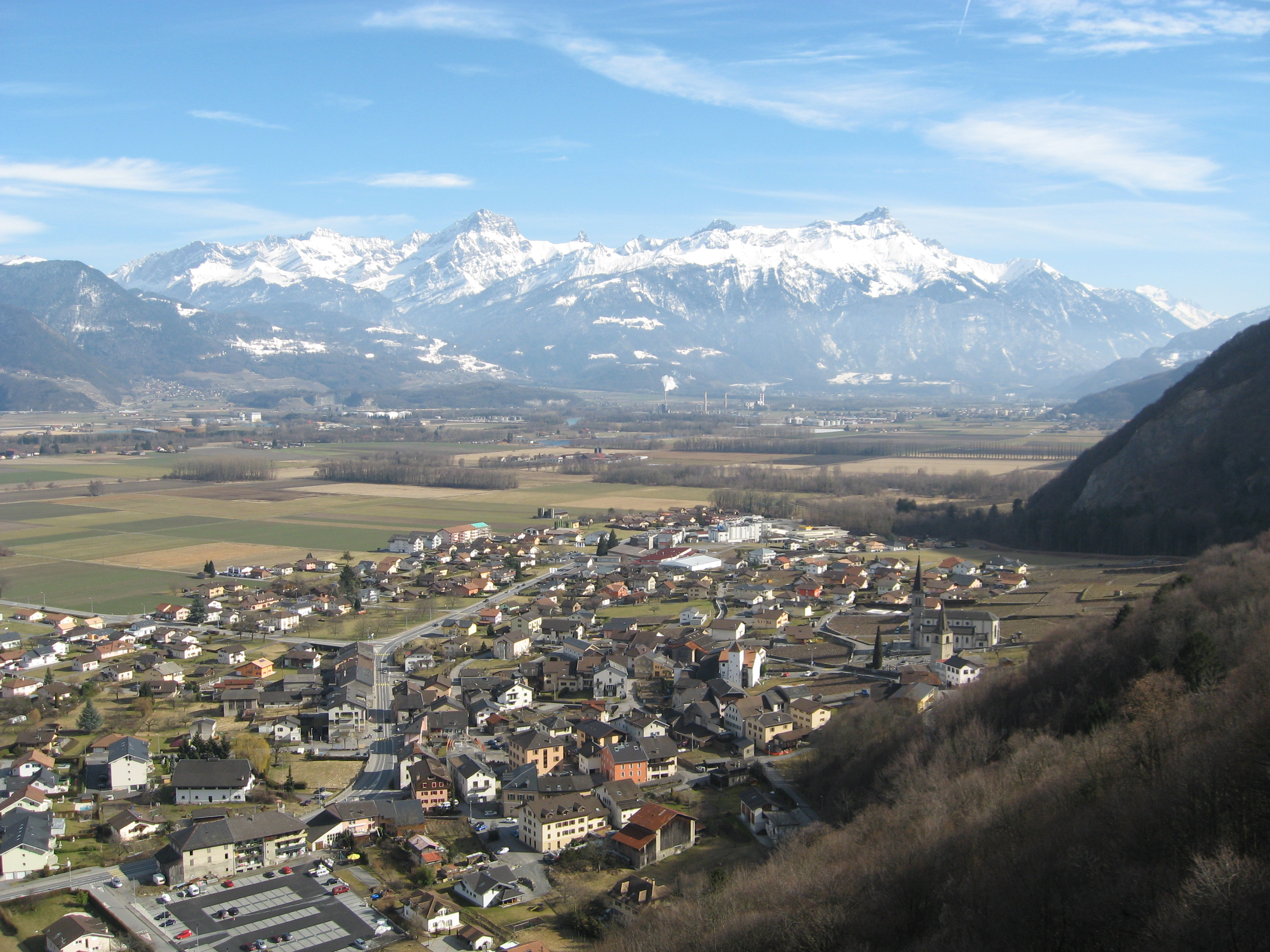

維奧納是瑞士的城鎮，位於該國南部，由瓦萊州負責管轄，面積20.93平方公里，海拔高度392米，2011年人口2,266，七成半人口信奉羅馬天主教，人口密度每平方公里108人。

## 外部連結
- Official website （页面存档备份，存于） （法文）